# Большеяушское сельское поселение
Большея́ушское се́льское поселе́ние (чув. Мӑн Явӑш ял тӑрӑхӗ) — муниципальное образование в Вурнарском районе Чувашии Российской Федерации.
Административный центр — деревня Большие Яуши.

## История
Статус и границы сельского поселения установлены Законом Чувашской Республики от 24 ноября 2004 года № 37 «Об установлении границ муниципальных образований Чувашской Республики и наделении их статусом городского, сельского поселения, муниципального района и городского округа».

## Население
| 2010 | 2012 | 2013 | 2014 | 2015 | 2016 | 2017 |
| ---- | ---- | ---- | ---- | ---- | ---- | ---- |
| 1049 | ↘992 | ↘971 | ↘959 | ↘930 | ↘889 | ↘843 |
| 2018 | 2019 | 2020 | 2021 |      |      |      |
| ↘828 | ↘788 | ↘763 | ↘739 |      |      |      |

## Состав сельского поселения
| № | Населённый пункт | Тип населённого пункта          | Население |
| - | ---------------- | ------------------------------- | --------- |
| 1 | Большие Яуши     | деревня, административный центр | ↗628      |
| 2 | Ойкас-Яуши       | деревня                         | ↗328      |
| 3 | Синьял-Яуши      | деревня                         | ↗234      |
| 4 | Талхир           | деревня                         | ↗3        |